# 慕尼黑洛伊希滕贝格环路站
洛伊希滕贝格环路站（德語：S-Bahnhof Leuchtenbergring）是一座慕尼黑快铁1-4，6-8号线位于马克斯近郊的一座车站，毗邻洛伊希滕贝格环路。